# Зигмунд Денгофф
Зигмунд Денгофф (*Zygmunt Denhoff, д/н — 1655) — державний та військовий діяч, урядник Речі Посполитої. Був чудовим красномовцем.

## Життєпис
Походив з німецького шляхетського роду Денгоффів власного гербу. Молодший син Каспера Денгоффа, воєводи дерптського, і Анни Олександри Конецпольської. дата і місце народження невідомі.
Навчався в Краківському університеті, який закінчив в 1637 році. У тому ж році разом зі своїм старшим братом Станіславом відправився на навчання до Франції і Німеччини. Після повернення додому деякий час перебував при дворі короля Владислава IV Вази, потім під опікою гетьмана великого коронного Станіслава Конецпольського вивчав військове мистецтво.
У 1641 році Зигмунда Денгоффа було обрано послом (депутатом) від Серадзького воєводства на вальний сейм. У 1644 році батько передав йому у володіння сокальське староство, а в 1645 році — болеславське, лайзьке і клоновське. 1645 року оженився на доньці великого канцлера коронного Єжи оссолінського, що значно зміцнило політичне становище Зигмунда Денгоффа.
У 1648 році після смерті короля Владислава IV став одним з найвірніших прихильників нового короля Яна II Казимира. Долучився як ротмистр гусарський до війська, що рушила проти українських козаків гетьмана Богдана Хмельницького. Того ж року в складі військ Яреми Вишневецького брав участь в невдалих для коронних військ битвах під Старокостянтиновом і Пилявцями, а в 1649 році — в Зборівській битві. Після укладення Зборовської угоди добровільно відправився заручником до двору кримського хана Іслям III Ґерая. За сприяння Денгоффа з кримського полону було звільнено численних бранці з Речі Посполитої.
Після звільнення з полону і повернення на батьківщину в 1650 році отримав в нагороду староство бидгоське, яке раніше належало його тестю, великому канцлеру коронному Єжи Оссолінських. Водночас призначається кравчим польської королеви Марії Луїзи, дружини Яна II Казимира Вази. Того ж року обирається послом на сейм.
У 1651 році Зигмунд Денгофф брав участь в битві під Берестечком. Саме Денгофф виступав за негайний наступ проти козаків й йому король віддав дозвіл почати битву, що й зробив Ярема Вишневецький. В тому ж році отримав у володіння богуславське староство. У подальших військових кампаніях в Україні не брав участі через погане здоров'я. У 1654 році після смерті свого старшого брата Станіслава успадкував велюнському староство. При цьому пішов з посади кравчого. Того ж року обирається послом на сейм. Помер у 1655 році.

## Родина
Дружина — Анна Тереза, донька Єжи Оссолінського, великого канцлера коронного
Діти:
- Кароль Каспер (д/н—після 1689), каштелян Серадза
- Георг Альбрехт (д/н—1702), канцлер великий коронний, єпископ краківський
- Станіслав Казимир (1651—д/н)
- Францішек Богуслав (1651—1707), каштелян Плоцька